# Copa Nacional de Baloncesto 2018 (Colombia)
La Copa Nacional de Baloncesto 2018-I fue la primera edición del torneo previo a la temporada 2018 del Baloncesto Profesional Colombiano máxima categoría del baloncesto en Colombia, inició el 15 de marzo, contó con 14 equipo organizados por conferencias según la posición geográficas de cada uno.

## Novedades
Se destaca la ausencia de equipos tradicionales como: Piratas de Bogotá, Sabios de Manizales, Águilas de Tunja.

## Datos de los clubes
| Equipo                        | Ciudad        | Departamento                             | Pabellón                        | Aforo |
| ----------------------------- | ------------- | ---------------------------------------- | ------------------------------- | ----- |
| Academia de la Montaña        | Medellín      | Antioquia                                | Coliseo Universidad de Medellín | 6.000 |
| Barrack                       | San Andrés    | San Andrés, Providencia y Santa Catalina | Coliseo Ginny Bay               | --    |
| Brooks Hill                   | San Andrés    | San Andrés, Providencia y Santa Catalina | Coliseo Ginny Bay               | --    |
| Cafeteros de Armenia          | Armenia       | Quindío                                  | Coliseo del Café                | --    |
| Cimarrones del Chocó          | Quibdó        | Chocó                                    | Coliseo El Jardín               | 4.000 |
| Cóndores de Cundinamarca      | Sopó          | Cundinamarca                             | Coliseo Municipal               | --    |
| Club Deportivo Meta           | Villavicencio | Meta                                     | Coliseo Álvaro Mesa Amaya       | 7.000 |
| Guerreros de Bogotá           | Bogotá        | Bogotá                                   | Cancha de la Liga               | --    |
| North End                     | San Andrés    | San Andrés, Providencia y Santa Catalina | Coliseo Ginny Bay               | --    |
| IDER Cartagena                | Cartagena     | Bolívar                                  | Coliseo Bernardo Caraballo      | --    |
| Los Guajiros                  | Riohacha      | La Guajira                               | Coliseo Eder Jhon Mejia         | --    |
| New Leopards & Caribbean Heat | Bucaramanga   | Santander                                | Coliseo Vicente Díaz Calderón   | --    |
| Samarios                      | Santa Marta   | Magdalena                                | Coliseo Mayor de Santa Marta    | --    |
| Sound Bay                     | San Andrés    | San Andrés, Providencia y Santa Catalina | Coliseo Ginny Bay               | --    |

## Primera fase
Los catorce clubes fueron divididos en cuatro conferencias, se disputa del 16 de marzo al 28 de abril:
|  | Zona de clasificación a Segunda fase. |
|  | Eliminados parcialmente.              |

### Conferencia No. 1 Raizal
| Pos | Equipos                | PTS | PG | PP | PJ | PTFA | PTCO | Desempate    |
| --- | ---------------------- | --- | -- | -- | -- | ---- | ---- | ------------ |
| 1.  | North End Basketball   | 19  | 7  | 5  | 12 | 799  | 782  |              |
| 2.  | Brooks Hill San Andrés | 18  | 6  | 6  | 12 | 806  | 795  | (CPES 1,057) |
| 3.  | Barrack Basketball     | 18  | 6  | 6  | 12 | 806  | 790  | (CPES 0,946) |
| 4.  | Sound Bay San Andrés   | 17  | 5  | 7  | 12 | 816  | 859  |              |

- Nota: El reglamento establece los siguientes ítems para desempate en puntos entre los equipos.

(CPES) Cesta promedio entre sí (el mayor cociente que resulte de la división de las cestas a favor entre las cestas en contra).
Resultados
| Resultados | Resultados  | Resultados | Resultados  | Resultados            | Resultados  | Resultados |
| Jornada    | Local       | Resultado  | Visitante   | Ciudad                | Fecha       | Hora       |
| ---------- | ----------- | ---------- | ----------- | --------------------- | ----------- | ---------- |
| 1°         | Brooks Hill | 70 : 50    | North End   | Ginny Bay, San Andrés | 22 de marzo | 19:30      |
| 1°         | Sound Bay   | 58 : 66    | Barrack     | Ginny Bay, San Andrés | 22 de marzo | 21:00      |
| 1°         | Sound Bay   | 83 : 66    | North End   | Ginny Bay, San Andrés | 23 de marzo | 19:30      |
| 1°         | Brooks Hill | 56 : 61    | Barrack     | Ginny Bay, San Andrés | 23 de marzo | 21:00      |
| 1°         | Sound Bay   | 66 : 67    | Brooks Hill | Ginny Bay, San Andrés | 24 de marzo | 19:30      |
| 1°         | North End   | 61 : 51    | Barrack     | Ginny Bay, San Andrés | 24 de marzo | 21:00      |
| 2°         | Brooks Hill | 75 : 70    | Barrack     | Ginny Bay, San Andrés | 27 de marzo | 19:30      |
| 2°         | Sound Bay   | 46 : 69    | North End   | Ginny Bay, San Andrés | 27 de marzo | 21:00      |
| 2°         | Barrack     | 74 : 66    | Sound Bay   | Ginny Bay, San Andrés | 28 de marzo | 19:30      |
| 2°         | Brooks Hill | 81 : 79    | North End   | Ginny Bay, San Andrés | 28 de marzo | 21:00      |
| 2°         | Sound Bay   | 69 : 65    | Brooks Hill | Ginny Bay, San Andrés | 31 de marzo | 19:30      |
| 2°         | North End   | 78 : 54    | Barrack     | Ginny Bay, San Andrés | 31 de marzo | 21:00      |
| 3°         | Barrack     | 75 : 79    | North End   | Ginny Bay, San Andrés | 5 de abril  | 19:30      |
| 3°         | Sound Bay   | 54 : 61    | Brooks Hill | Ginny Bay, San Andrés | 5 de abril  | 21:00      |
| 3°         | North End   | 83 : 72    | Brooks Hill | Ginny Bay, San Andrés | 6 de abril  | 19:30      |
| 3°         | Barrack     | 102 : 75   | Sound Bay   | Ginny Bay, San Andrés | 6 de abril  | 21:00      |
| 3°         | Sound Bay   | 57 : 55    | North End   | Ginny Bay, San Andrés | 7 de abril  | 19:30      |
| 3°         | Barrack     | 59 : 52    | Brook Hills | Ginny Bay, San Andrés | 7 de abril  | 21:00      |
| 4°         | Sound Bay   | 77 : 73    | Barrack     | Ginny Bay, San Andrés | 12 de abril | 19:30      |
| 4°         | North End   | 58 : 52    | Brooks Hill | Ginny Bay, San Andrés | 12 de abril | 21:00      |
| 4°         | Sound Bay   | 92 : 80    | Brooks Hill | Ginny Bay, San Andrés | 13 de abril | 19:30      |
| 4°         | North End   | 59 : 67    | Barrack     | Ginny Bay, San Andrés | 13 de abril | 21:00      |
| 4°         | Sound Bay   | 59 : 67    | North End   | Ginny Bay, San Andrés | 14 de abril | 19:30      |
| 4°         | Brooks Hill | 75 : 54    | Barrack     | Ginny Bay, San Andrés | 14 de abril | 21:00      |

### Conferencia No. 2 Caribe
| Pos | Equipos               | PTS | PG | PP | PJ | PTFA | PTCO | Dif. |
| --- | --------------------- | --- | -- | -- | -- | ---- | ---- | ---- |
| 1.  | Samarios Santa Marta  | 15  | 7  | 1  | 8  | 650  | 501  | 149  |
| 2.  | Los Guajiros Riohacha | 12  | 4  | 4  | 8  | 463  | 515  | -52  |
| 3.  | IDER Cartagena        | 9   | 1  | 7  | 8  | 468  | 570  | -102 |

Resultados
| Resultados | Resultados     | Resultados | Resultados     | Resultados                    | Resultados  | Resultados |
| Jornada    | Local          | Resultado  | Visitante      | Ciudad                        | Fecha       | Hora       |
| ---------- | -------------- | ---------- | -------------- | ----------------------------- | ----------- | ---------- |
| 1°         | Samarios       | 89 : 52    | Guajiros       | Coliseo Mayor de Santa Marta  | 16 de marzo | 19:00      |
| 1°         | Samarios       | 83 : 73    | Guajiros       | Coliseo Mayor de Santa Marta  | 17 de marzo | 18:00      |
| 2°         | Guajiros       | 51 : 45    | IDER Cartagena | Eder Jhon Medina, Riohacha    | 23 de marzo | 19:00      |
| 2°         | Guajiros       | 71 : 67    | IDER Cartagena | Eder Jhon Medina, Riohacha    | 24 de marzo | 17:00      |
| 3°         | IDER Cartagena | 60 : 88    | Samarios       | Bernardo Caraballo, Cartagena | 7 de abril  | 18:00      |
| 3°         | IDER Cartagena | 59 : 76    | Samarios       | Bernardo Caraballo, Cartagena | 8 de abril  | 10:00      |
| 4°         | Samarios       | 93 : 67    | IDER Cartagena | Coliseo Mayor de Santa Marta  | 14 de abril | 19:00      |
| 4°         | Samarios       | 99 : 66    | IDER Cartagena | Coliseo Mayor de Santa Marta  | 15 de abril | 18:00      |
| 5°         | Guajiros       | :          | Samarios       | Eder Jhon Medina, Riohacha    |             | 00:00      |
| 5°         | Guajiros       | :          | Smarios        | Eder Jhon Medina, Riohacha    |             | 00:00      |

### Conferencia No. 3 Occidente
| Pos | Equipos                | PTS | PG | PP | PJ | PTFA | PTCO | Dif. |
| --- | ---------------------- | --- | -- | -- | -- | ---- | ---- | ---- |
| 1.  | Academia de la Montaña | 15  | 7  | 1  | 8  | 586  | 474  | 112  |
| 2.  | Cafeteros de Armenia   | 11  | 3  | 5  | 8  | 540  | 562  | -22  |
| 3.  | Cimarrones del Chocó   | 10  | 2  | 6  | 8  | 467  | 557  | -90  |

Resultados
| Resultados | Resultados | Resultados | Resultados | Resultados                | Resultados  | Resultados |
| Jornada    | Local      | Resultado  | Visitante  | Ciudad                    | Fecha       | Hora       |
| ---------- | ---------- | ---------- | ---------- | ------------------------- | ----------- | ---------- |
| 1°         | Cimarrones | 69 : 74    | Cafereros  | El Jardín, Quibdó         | 16 de marzo | 19:00      |
| 1°         | Cimarrones | 60 : 47    | Cafeteros  | El Jardín, Quibdó         | 17 de marzo | 19:00      |
| 2°         | Academia   | 94 : 73    | Cafereros  | Universidad de Medellín   | 22 de marzo | 19:00      |
| 2°         | Academia   | 80 : 53    | Cafeteros  | Universidad de Medellín   | 23 de marzo | 19:00      |
| 3°         | Cafeteros  | 80 : 60    | Cimarrones | Coliseo del Café, Armenia | 6 de abril  | 20:00      |
| 3°         | Cafeteros  | 82 : 61    | Cimarrones | Coliseo del Café, Armenia | 7 de abril  | 17:00      |
| 4°         | Cimarrones | 69 : 63    | Academia   | El Jardín, Quibdó         | 13 de abril | 19:00      |
| 4°         | Cimarrones | 41 : 63    | Academia   | El Jardín, Quibdó         | 14 de abril | 19:00      |
| 5°         | Cafeteros  | 57 : 67    | Academia   | Coliseo del Café, Armenia | 19 de abril | 20:00      |
| 5°         | Cafeteros  | 69 : 71    | Academia   | Coliseo del Café, Armenia | 20 de abril | 20:00      |
| 6°         | Academia   | 79 : 58    | Cimarrones | Universidad de Medellín   | 27 de abril | 19:30      |
| 6°         | Academia   | 69 : 49    | Cimarrones | Universidad de Medellín   | 28 de abril | 17:00      |

### Conferencia No. 4 Centro
| Pos | Equipos                       | PTS | PG | PP | PJ | PTFA | PTCO | Dif. |
| --- | ----------------------------- | --- | -- | -- | -- | ---- | ---- | ---- |
| 1.  | Club Deportivo Meta           | 22  | 10 | 2  | 12 | 981  | 802  | 179  |
| 2.  | Guerreros de Bogotá           | 20  | 8  | 4  | 12 | 962  | 911  | 51   |
| 3.  | New Leopardos & Caribean Heat | 15  | 3  | 9  | 12 | 831  | 942  | -111 |
| 4.  | Cóndores Sopó                 | 15  | 3  | 9  | 12 | 819  | 941  | -122 |

Resultados
| Resultados | Resultados     | Resultados | Resultados     | Resultados                         | Resultados  | Resultados |
| Jornada    | Local          | Resultado  | Visitante      | Ciudad                             | Fecha       | Hora       |
| ---------- | -------------- | ---------- | -------------- | ---------------------------------- | ----------- | ---------- |
| 1°         | Guerreros      | 90 : 95    | Deportivo Meta | Coliseo Municipal de Sopó          | 16 de marzo | 19:30      |
| 1°         | Cóndores       | 69 : 67    | New Leopards   | Coliseo Municipal de Sopó          | 16 de marzo | 21:00      |
| 1°         | New Leopards   | 62 : 80    | Guerreros      | Coliseo Municipal de Sopó          | 17 de marzo | 19:30      |
| 1°         | Cóndores       | 66 : 88    | Deportivo Meta | Coliseo Municipal de Sopó          | 17 de marzo | 21:00      |
| 1°         | New Leopards   | 71 : 96    | Deportivo Meta | Coliseo Municipal de Sopó          | 18 de marzo | 19:30      |
| 1°         | Cóndores       | 78 : 94    | Guerreros      | Coliseo Municipal de Sopó          | 18 de marzo | 21:00      |
| 2°         | Deportivo Meta | 63 : 54    | Cóndores       | Cancha de la Liga, Bogotá          | 6 de abril  | 18:00      |
| 2°         | Guerreros      | 75 : 72    | New Leopards   | Cancha de la Liga, Bogotá          | 6 de abril  | 20:00      |
| 2°         | Deportivo Meta | 75 : 51    | New Leopards   | Cancha de la Liga, Bogotá          | 7 de abril  | 18:00      |
| 2°         | Guerreros      | 78 : 67    | Cóndores       | Cancha de la Liga, Bogotá          | 7 de abril  | 20:00      |
| 2°         | Cóndores       | 64 : 77    | New Leopards   | Cancha de la Liga, Bogotá          | 8 de abril  | 11:00      |
| 2°         | Guerreros      | 60 : 92    | Deportivo Meta | Cancha de la Liga, Bogotá          | 8 de abril  | 12:30      |
| 3°         | Guerreros      | 73 : 70    | Deportivo Meta | Vicente Díaz Calderón, Bucaramanga | 13 de abril | 18:00      |
| 3°         | New Leopards   | 84 : 60    | Cóndores       | Vicente Díaz Calderón, Bucaramanga | 13 de abril | 20:00      |
| 3°         | Deportivo Meta | 85 : 79    | Cóndores       | Vicente Díaz Calderón, Bucaramanga | 14 de abril | 11:00      |
| 3°         | New Leopards   | 69 : 88    | Guerreros      | Vicente Díaz Calderón, Bucaramanga | 14 de abril | 12:30      |
| 3°         | New Leopards   | 67 : 87    | Guerreros      | Vicente Díaz Calderón, Bucaramanga | 15 de abril | 00:00      |
| 3°         | Cóndores       | :          | Deportivo Meta | Vicente Díaz Calderón, Bucaramanga | 15 de abril | 00:00      |
| 4°         | Guerreros      | 92 : 78    | New Leopards   | Álvaro Mesa Amaya, Villavicencio   | 20 de abril | 18:00      |
| 4°         | Deportivo Meta | 80 : 49    | Cóndores       | Álvaro Mesa Amaya, Villavicencio   | 20 de abril | 20:00      |
| 4°         | New Leopards   | :          | Cóndores       | Álvaro Mesa Amaya, Villavicencio   | 21 de abril | 18:00      |
| 4°         | Deportivo Meta | :          | Guerreros      | Álvaro Mesa Amaya, Villavicencio   | 21 de abril | 20:00      |
| 4°         | Guerreros      | 82 : 60    | Cóndores       | Álvaro Mesa Amaya, Villavicencio   | 22 de abril | 10:00      |
| 4°         | Deportivo Meta | :          | New Leopards   | Álvaro Mesa Amaya, Villavicencio   | 22 de abril | 12:00      |

## Segunda fase
Dividida en dos conferencias, se disputa del 4 al 20 de mayo.
|  | Zona de clasificación a Final Four. |
|  | Eliminados parcialmente.            |

- Nota: El reglamento establece los siguientes ítems para desempate en puntos entre los equipos.

(PGES) Mayor número de partidos ganados entre sí.

(CPES) Cesta promedio entre sí (el mayor cociente que resulte de la división de las cestas a favor entre las cestas en contra).

(PGET) Mayor número de partidos ganados en la temporada.

(CPET) Cesta promedio en la temporada (el mayor cociente que resulte de la división de las cestas a favor entre las cestas en contra).

### Zona Colombia
Clasificados de las conferencias Raizal y Caribe.
| Pos | Equipos               | PTS | PG | PP | PJ | PTFA | PTCO | Desempate |
| --- | --------------------- | --- | -- | -- | -- | ---- | ---- | --------- |
| 1.  | Samarios Santa Marta  | 11  | 5  | 1  | 6  | 430  | 382  |           |
| 2.  | Brooks Hill           | 10  | 4  | 2  | 6  | 445  | 401  |           |
| 3.  | North End             | 8   | 2  | 4  | 6  | 393  | 396  |           |
| 4.  | Los Guajiros Riohacha | 7   | 1  | 5  | 6  | 400  | 489  |           |

Resultados
| Resultados | Resultados   | Resultados | Resultados   | Resultados  | Resultados | Resultados |
| Jornada    | Local        | Resultado  | Visitante    | Ciudad      | Fecha      | Hora       |
| ---------- | ------------ | ---------- | ------------ | ----------- | ---------- | ---------- |
| 1°         | North End    | 61 : 68    | Brooks Hill  | Santa Marta | 4 de mayo  | 18:30      |
| 1°         | Samarios     | 92 : 67    | Guajiros     | Santa Marta | 4 de mayo  | 20:30      |
| 1°         | North End    | 83 : 68    | Guajiros     | Santa Marta | 5 de mayo  | 18:30      |
| 1°         | Samarios     | 78 : 59    | Brooks Hill  | Santa Marta | 5 de mayo  | 20:30      |
| 1°         | Brooks Hill  | 97 : 67    | Guajiros     | Santa Marta | 6 de mayo  | 10:00      |
| 1°         | Samarios     | 66 : 61    | North End    | Santa Marta | 6 de mayo  | 12:00      |
| 2°         | Brooks Hill  | 85 : 57    | Samarios     | San Ándres  | 10 de mayo | 19:30      |
| 2°         | North End    | 74 : 64    | Los Guajiros | San Ándres  | 10 de mayo | 21:00      |
| 2°         | Los Guajiros | 68 : 81    | Samarios     | San Ándres  | 11 de mayo | 19:30      |
| 2°         | Brooks Hill  | 74 : 72    | North End    | San Ándres  | 11 de mayo | 21:00      |
| 2°         | Brooks Hill  | 62 : 66    | Los Guajiros | San Ándres  | 12 de mayo | 19:30      |
| 2°         | Samarios     | 56 : 42    | North End    | San Ándres  | 12 de mayo | 21:00      |

### Zona Nacional
Clasificados de las conferencias Centro y Occidente.
| Pos | Equipos                | PTS | PG | PP | PJ | PTFA | PTCO | Desempate |
| --- | ---------------------- | --- | -- | -- | -- | ---- | ---- | --------- |
| 1.  | Club Deportivo Meta    | 11  | 5  | 1  | 6  | 415  | 385  |           |
| 2.  | Academia de la Montaña | 10  | 4  | 2  | 6  | 438  | 400  |           |
| 3.  | Cafeteros de Armenia   | 8   | 2  | 4  | 6  | 416  | 427  |           |
| 4.  | Guerreros de Bogotá    | 7   | 1  | 5  | 6  | 397  | 454  |           |

Resultados
| Resultados | Resultados     | Resultados | Resultados     | Resultados    | Resultados | Resultados |
| Jornada    | Local          | Resultado  | Visitante      | Ciudad        | Fecha      | Hora       |
| ---------- | -------------- | ---------- | -------------- | ------------- | ---------- | ---------- |
| 1°         | Academia       | 80 : 64    | Deportivo Meta | Armenia       | 11 de mayo | 18:30      |
| 1°         | Cafeteros      | 83 : 65    | Guerreros      | Armenia       | 11 de mayo | 20:00      |
| 1°         | Guerreros      | 71 : 84    | Academia       | Armenia       | 12 de mayo | 20:00      |
| 1°         | Deportivo Meta | 74 : 67    | Cafeteros      | Armenia       | 12 de mayo | 20:00      |
| 1°         | Deportivo Meta | 71 : 67    | Guerreros      | Armenia       | 13 de mayo | 09:30      |
| 1°         | Cafeteros      | 65 : 61    | Academia       | Armenia       | 13 de mayo | 11:00      |
| 2°         | Guerreros      | 62 : 82    | Academia       | Villavicencio | 18 de mayo | 18:30      |
| 2°         | Deportivo Meta | 73 : 62    | Cafeteros      | Villavicencio | 18 de mayo | 20:00      |
| 2°         | Cafeteros      | 69 : 76    | Guerreros      | Villavicencio | 19 de mayo | 20:00      |
| 2°         | Deportivo Meta | 68 : 53    | Academia       | Villavicencio | 19 de mayo | 20:00      |
| 2°         | Academia       | 78 : 70    | Cafeteros      | Villavicencio | 20 de mayo | 09:30      |
| 2°         | Deportivo Meta | 65 : 56    | Guerreros      | Villavicencio | 20 de mayo | 11:00      |

## Final Four
Los clasificados de la Zona Nacional y Zona Colombiana se enfrentan entre sí, el líder de cada zona enfrenta al segundo de la otra zona.
|  | Semifinales                       | Semifinales    |                                   |    | Final | Final |
|  |                                   |                |                                   |    |       |       |
|  | Villavicencio - 24 de mayo, 18:30 |                |                                   |    |       |       |
|  |                                   |                |                                   |    |       |       |
|  | Samarios                          | 86             |                                   |    |       |       |
|  | Samarios                          | 86             | Villavicencio - 25 de mayo, 20:00 |    |       |       |
|  | Cafeteros                         | 81             |                                   |    |       |       |
|  | Cafeteros                         | 81             | Samarios Santa Marta              | 70 |       |       |
|  | Villavicencio - 24 de mayo, 20:00 |                | Samarios Santa Marta              | 70 |       |       |
|  |                                   | Deportivo Meta | 102                               |    |       |       |
|  | Deportivo Meta                    | Deportivo Meta | 102                               | 78 |       |       |
|  | Deportivo Meta                    |                |                                   | 78 |       |       |
|  | Brooks Hill                       | 42             |                                   |    |       |       |
|  | Brooks Hill                       | 42             | Tercer puesto                     |    |       |       |
|  |                                   |                |                                   |    |       |       |
|  |                                   |                |                                   |    |       |       |
|  |                                   |                |                                   |    |       |       |
|  | Cafeteros                         | 80             |                                   |    |       |       |
|  | Cafeteros                         | 80             |                                   |    |       |       |
|  | Brooks Hill                       | 73             |                                   |    |       |       |

| Campeón Deportivo Meta Primer Título |